# New Deal (Verenigd Koninkrijk)
De Britse New Deal is een pakket van  werkgelegenheidsprogramma's van de Britse regering Blair-I. Dit programma (in naam geïnspireerd op de Amerikaanse New Deal) werd in 1998 aangekondigd — het doel was om 250.000 jonge werklozen in Groot-Brittannië aan het werk te krijgen door bijscholing en desnoods door subsidiëring in de stijl van de Melkert banen.
Bij eindevaluatie in 2001 (het jaar waarin de regering-Blair herverkiezing nastreefde) was er ruim £1,3 miljard uitgegeven aan de verschillende programma's in dit pakket.
Hoewel de cijfers aangeven dat in de looptijd van de New Deal het aantal werkloze jongeren in Groot-Brittannië inderdaad met het streefgetal van 250.000 gedaald is, bestaat er veel twijfel over of de New Deal wel gewerkt heeft. Met name gezien de economisch goede tijden waarin de Labour Party de regering overnam, is het maar zeer de vraag of veel jongeren een baan gevonden hebben dankzij de New Deal of dat de New Deal verantwoordelijkheid claimt voor toename van de werkgelegenheid die er, dankzij de economische hoogtij, toch wel geweest was. De afname van werkloosheid onder jongeren van 600.000 in 1995 toen de New Deal werd aangekondigd tot 350.000 in 1998 (de uiteindelijke inwerkingtreding van de New Deal) wijst in deze richting. De Tories (Conservative Party) zagen hierin aanleiding om de New Deal af te doen als een "spin operation" — een drogredenering.
Ook is het maar de vraag of de banen die de New Deal wel opleverde (Britse economen schatten dat zo'n 60.000 banen echt puur en alleen aan de New Deal te danken zijn) wel zo standvastig waren. Zij wijzen erop dat van de New Deal-banen die jongeren vonden, ruim een derde tijdelijk werk betrof en van de rest een achtste banen waren die door de overheid gesubsidieerd werden.
Aan de andere kant, zo stelde de regering-Blair, leek het er toch op dat de New Deal zichzelf terugbetaalde in termen van mensen die geen uitkering meer kregen en wel belasting gingen betalen.
De officiële evaluatie-ronde in 2001 leverde eigenlijk geen antwoorden op aangaande deze vragen. Werkgelegenheid leek wel toegenomen, evenals de industriële productie van het land. Daarentegen leek het er niet op of de New Deal effectief was in het bereiken van de zwaksten in de samenleving. De vraag zal waarschijnlijk open blijven tot een aantal decennia later, als het makkelijker is om terug te blikken en te zien hoe de New Deal zich gehouden heeft in economisch betere en slechtere tijden.